# Szolem Alejchem
Szolem Alejchem (jid. ‏שלום עליכם‎), właśc. Salomon Rabinowicz (ur. 18 lutego?/2 marca 1859 w Perejasławiu, zm. 13 maja 1916 w Nowym Jorku) – żydowski pisarz, jeden z klasyków literatury jidysz.
Pozostawił po sobie spuściznę składającą się z czterdziestu tomów. Wiele utworów przetłumaczonych zostało na wszystkie główne języki świata. Jego twórczość obejmuje powieści, zbiory opowiadań, dramaty, komedie, nowele, humoreski, felietony, książki dla dzieci. Utwór najbardziej znany to Dzieje Tewji Mleczarza (Tewje der Milchiker), na podstawie którego powstał głośny musical Skrzypek na dachu. Charakterystyczne dla utworów Szolema Alejchema są liczne wątki autobiograficzne, a także scenki z życia mieszkańców Kasrylewki – wymyślonego przez niego typowego żydowskiego miasteczka. Humor, ironia, sarkazm, ale także zrozumienie natury ludzkiej i znajomość ludzkich losów – oto cechy stylu, które przysporzyły pisarzowi popularności. Swą karierę literacką rozpoczynał (podobnie jak wielu innych pisarzy jidysz) od twórczości w języku hebrajskim.

## Życiorys
Urodził się jako syn Nachuma (syna Wewika i Mindy Rabinowiczów) oraz Chai Ester (córki Mojsze Jose Hamarnika i Gitł). Szolem Nochem Wewiks spędził dzieciństwo w małym miasteczku Woronka. Mając 13 lat wrócił z rodzicami do Perejasławia, gdzie posłano go do rosyjskiej szkoły państwowej. Naukę w gimnazjum ukończył mając 17 lat. W roku 1877 został w Sofijce prywatnym nauczycielem Gołdy, córki Elimelecha Łojewa (żydowskiego właściciela ziemskiego). Był związany z rosyjskim ruchem asymilatorskim, później z syjonistami, pełnił także powierzoną mu przez władze carskie funkcję rabina w Łubnie. Przez pewien czas pracował jako zarządca posiadłości fabrykanta cukru. Tego typu posada była warunkiem, pod jakim Łojew wyraził zgodę na małżeństwo córki z byłym korepetytorem. Ślub odbył się 12 maja 1883 roku (z małżeństwa tego urodziło się sześcioro dzieci: m.in. malarz Norman Raeben i pisarka Lili Kaufman).
Po śmierci teścia Szolem Alejchem w 1887 roku wyprowadził się z rodziną do Kijowa, gdzie za pieniądze uzyskane ze sprzedaży ziemi uruchomił kantor handlu płodami rolnymi i papierami wartościowymi. 
Pozycja i posiadany majątek umożliwiły mu, oprócz działalności handlowej i pisarskiej, prowadzenie również działalności wydawniczej. Od 1888 roku przez krótki czas wydawał rocznik literacki Di Jidisze Folksbibliotek (Żydowska Biblioteka Ludowa), na którego łamach debiutował m.in. Icchok Lejb Perec. 
Rok 1888 uważa się za symboliczną datę narodzin nowoczesnej literatury jidysz, choć wcześniej od wielu wieków, a od początku XIX wieku dość intensywnie, rozwijało się piśmiennictwo w tym języku.
W październiku 1890 roku w wyniku niewłaściwych inwestycji Szolem Alejchem stracił cały posiadany majątek i, w obawie przed wierzycielami, wyjechał poza granice Rosji. Przez dłuższy czas podróżował po Europie, przebywając m.in. w Paryżu i Wiedniu. Powrócił do Rosji po spłacie długów przez rodzinę i zajął się wyłącznie działalnością pisarską.
W 1903 roku przeżył pogrom Żydów w Kiszyniowie.
W roku 1908, w trakcie podróży (cykl spotkań autorskich), doznał zapaści w Baranowiczach i dwa miesiące przebywał w tamtejszym szpitalu. Stwierdzono nawrót gruźlicy, Szolem Alejchem wyjechał więc na kurację do Włoch, na Riwierę. Sześć kolejnych lat spędził w różnych miejscowościach uzdrowiskowych.
Po wybuchu I wojny światowej wraz z częścią rodziny wyemigrował do Stanów Zjednoczonych. Mieszkał w Nowym Jorku, na Lower East Side na Manhattanie. Zmarł 13 maja 1916 roku, pochowany został na cmentarzu Mount Carmel w Queens.
Pseudonim Szolem Alejchem oznacza mniej więcej Dzień dobry – jest to tradycyjne pozdrowienie w jidysz (dosł. ‘pokój na was!’). W początkowym okresie rozwoju nowoczesnej literatury jidysz wielu pisarzy decydowało się na pisanie pod pseudonimem. Jidysz – język, którym mówiło wiele milionów Żydów w Europie Środkowo-Wschodniej – był uznawany przez wykształconych pisarzy, szczególnie zwolenników Haskali, żydowskiego oświecenia, za język niepełny, żargon, język kobiet i ludzi niewykształconych, mimo że piśmiennictwo w jidysz liczyło sobie już wiele wieków. Również Szolem Jankew Abramowicz, nazywany dziadkiem nowoczesnej literatury jidysz, znany jest pod pseudonimem Mendele Mojcher Sforim. Dopiero rewolucja zapoczątkowana przez tych pisarzy zmieniła postrzeganie języka jidysz i dała początek wielobarwnej, niezwykle zróżnicowanej nowoczesnej literaturze jidysz.
Szolem Rabinowicz, zwany wnukiem literatury jidysz (za ojca uznano Icchoka Lejba Pereca), to mitotwórca literatury jidysz – on sam stworzył legendę o dziadku Mendelem i wnuku Szolemie Alejchemie – tworząc tym samym narrację założycielską literatury jidysz. Problematykę tę oraz zagadnienia kulturowej roli pseudonimu w literaturze jidysz porusza Dan Miron w swoich pracach o Abramowiczu i Rabinowiczu.
Uwaga techniczna: W zapisach bibliograficznych i innych należy stosować zapis Szolem Alejchem lub Szolem-Alejchem. Wszelkie Sz. Alejchem lub samo Alejchem to zapisy błędne.

## Przekłady książek na język polski
- Muzykant. Romans z życia żydowskiego, tłum. Henryk Lew, Warszawa: Nakład Hieronima Cohna, 1900
- Miliony! Powieść giełdowa w liścikach, oprac. Jerzy Ohr, Warszawa: Drukarnia A. T. Jezierskiego, 1903
- Porada. Zbiór opowiadań, tłum. Mordechaj Holcblat, Saul Wagman, Warszawa: Wydawnictwo „Orient”, 1925
- Motel, syn kantora, tłum. Stanisław Wygodzki, Warszawa: Państwowy Instytut Wydawniczy, 1958
- Notatki komiwojażera, tłum. Jakub Appenszlak, Warszawa: Państwowy Instytut Wydawniczy, 1958
- Zaczarowany krawiec i inne humoreski, tłum. Ludwik Górski, Warszawa: Państwowy Instytut Wydawniczy, 1959
- Dzieje Tewji Mleczarza, tłum. Anna Dresnerowa; I wyd. Wrocław: Ossolineum, 1960; II wyd. Wrocław: Wydawnictwo Dolnośląskie, 1989/1994/2005, ISBN 83-7023-312-0
- Marienbad, tłum. Jan Kligert, Warszawa: Państwowy Instytut Wydawniczy, 1967
- Pieśń nad pieśniami, tłum. Jan Kligert, Kopenhaga: Pan Jerry Publishing, 1977
- Z jarmarku, tłum. Michał Friedman, Wrocław: Wydawnictwo Dolnośląskie, 1989, ISBN 83-7023-022-9
- Kasrylewka, tłum. Michał Friedman, Wrocław: Wydawnictwo Dolnośląskie, 1991, ISBN 83-7023-173-X
- Zaczarowany krawiec i inne humoreski, tłum. Ludwik Górski, Kraków: Austeria, 2016, ISBN 978-83-7866-098-9
- Scyzoryk, tłum. Bella Szwarcman-Czarnota, Kraków: Austeria, 2019, ISBN 978-83-7866-297-6